# Fuerzas Especiales de Azerbaiyán
Las Fuerzas Especiales de Azerbaiyán (en azerí: Azərbaycan Xüsusi Təyinatlı Qüvvələri) es  una unidad de  las fuerzas de operaciones especiales del Ministerio de Defensa de Azerbaiyán.

## Historia

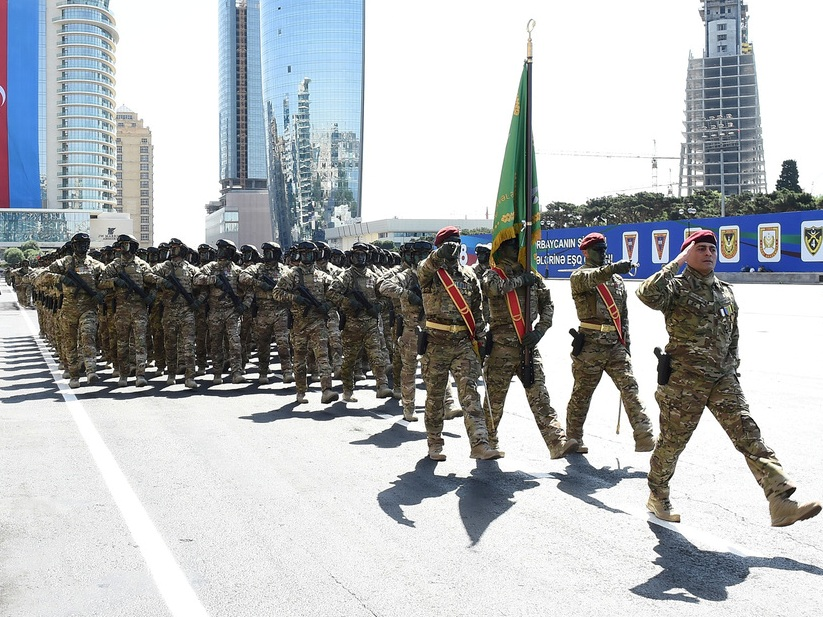
Las Fuerzas Especiales de Azerbaiyán bajo el mando del General Hikmat Mirzayev en el desfile militar con motivo del Centenario de las Fuerzas Armadas de Azerbaiyán, el 26 de junio de 2018, Bakú.

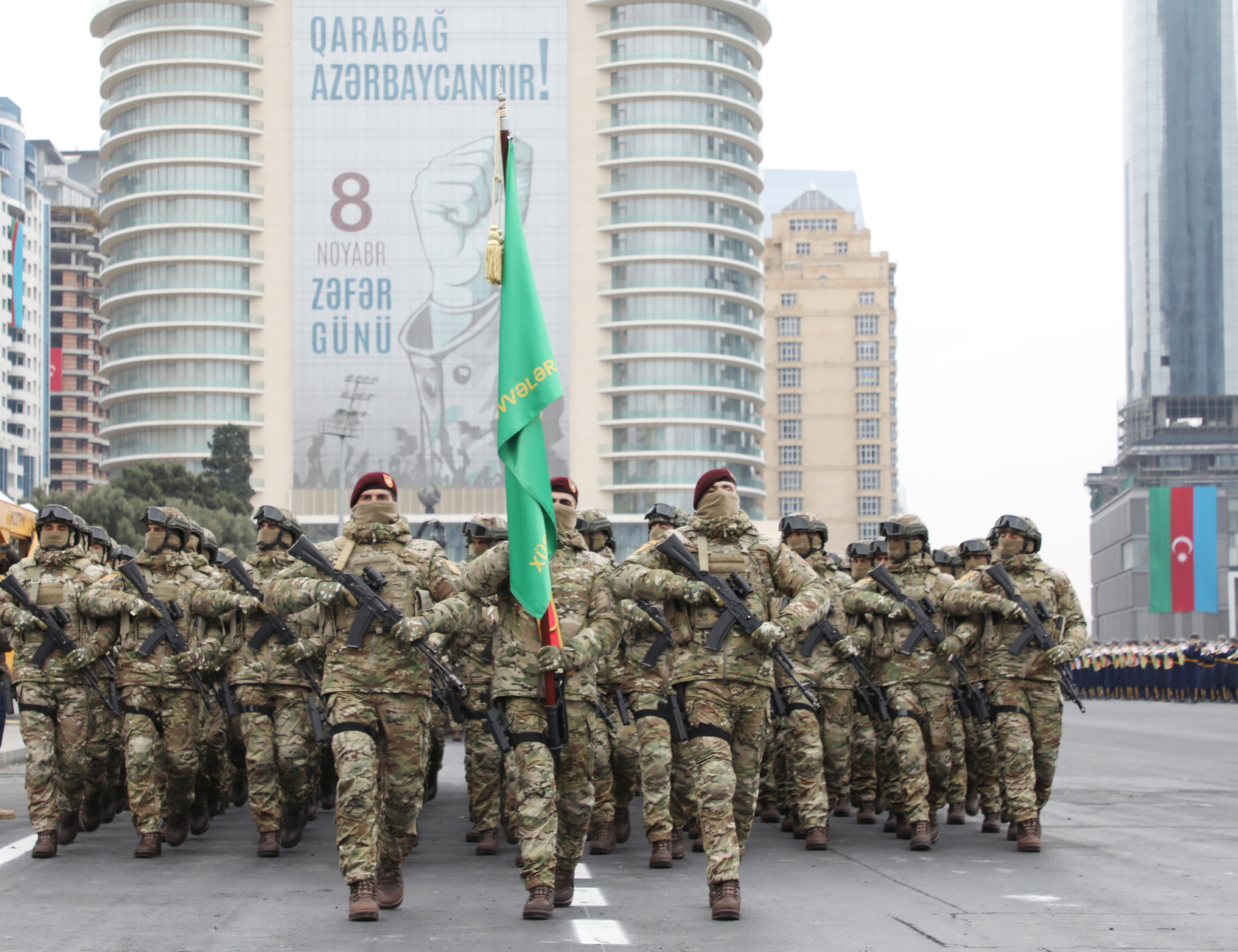
Las Fuerzas Especiales en el Desfile de la Victoria en Bakú, el 10 de diciembre de 2020.

La fuerza fue fundada el 30 de abril de 1999 bajo la responsabilidad del Ministerio de Defensa de Azerbaiyán. En la formación de las fuerzas participaron los alféreces y oficiales de la primera guerra del Alto Karabaj. El Comando de Fuerzas Especiales de Turquía de las Fuerzas Armadas de Turquía  jugó un papel especial en la formación de las Fuerzas Especiales de Azerbaiyán. Además, las Fuerzas Especiales fueron parte en los centros de ejercicios militares en Pakistán, Estados Unidos y otros países. Obtuvieron altos logros en las competiciones realizadas en Estados Unidos, Turquía y Pakistán.
Las Fuerzas Especiales de Azerbaiyán disponen de las armas modernas, vehículos blindados y técnica que producen las empresas líderes en la industria mundial.
Las Fuerzas especiales participaron en la guerra de Irak, la Guerra civil afgana y en la guerra de los Cuatro Días. Se distinguieron en la destrucción de infantería y de equipo militar del enemigo. Pero dos oficiales de las fuerzas especiales, Murad Mirzayev y Samid Imanov, cayeron mártires y fueron galardonados póstumamente con la Medalla de Héroe Nacional de la República de Azerbaiyán.
El 27 de septiembre de 2020 comenzó la segunda guerra del Alto Karabaj. Las Fuerzas Especiales desempeñaron un papel excepcional en esta guerra. El 8 de noviembre de 2020, Ilham Aliyev felicitó al comandante de las formaciones, Hikmat Mirzayev, por la liberación de Shusha. Después de la guerra, Hikmat Mirzayev, Zaur Mammadov, comandante de la unidad de las Fuerzas Especiales, y 33 oficiales de las Fuerzas Especiales recibieron el título de Héroe de la Guerra Patria.